# Slash (entreprise)
Pour les articles homonymes, voir Slash.
Slash Corporation est une entreprise américaine qui exerçait son activité dans l'édition de jeux vidéo,. En 1995 l'entreprise est rachetée par GT Interactive Software, qui la combine avec d'autres entreprises dans une nouvelle filiale appelée GT Value Products.

## Description
Slash Corporation est créé en 1990 par Charles F. Bond et exerce son activité principale dans la réédition de jeux à bon marché sur PC.
En juin 1995, GT Interactive Software rachète Slash et l'intègre dans une toute nouvelle filiale du groupe appelée GT Value Products. GT Value Products est dirigée par le fondateur/créateur de Slash.

## Liste de jeux
- Creature Shock
- Dark Sun: Shattered Lands
- Dungeon Hack
- Dungeons & Dragons Ultimate Fantasy
- Fantasy 5
- Fantasy Adventure Pack
- Fantasy Empires
- Fighter Duel
- Golden Nugget
- Jimmy Connors Pro Tennis Tour
- King's Quest VI: Heir Today, Gone Tomorrow
- Manhunter 2: San Francisco
- Pirates! Gold
- Power Drive
- Rack 'Em
- Sid Meier's Civilization
- Sorcerian
- Strike Squad
- Taito's Super Space Invaders
- Take Five CD-Rom: The Entertainer: Five Enterta...
- The Games: Summer Challenge
- Tom Landry Strategy Football
- Transport Tycoon Deluxe
- Trump Castle 3
- Ultimate Fantasy
- Zeliard